# Dick Mitchell
John Richard „Dick“ Mitchell (* 18. Juli 1920 in Council Bluffs; † 10. April 2000 in San Diego) war ein US-amerikanischer Badmintonspieler.

## Karriere
Dick Mitchell wurde 1952 Vizeweltmeister mit dem US-amerikanischen Herrenteam im Thomas Cup. Im Endspiel unterlag man Malaya mit 2:7, wobei auch Mitchell in allen seinen vier Begegnungen unterlegen war. Drei Jahre später reichte es für das US-Team nur noch zu Rang vier. 1961 siegte Mitchell bei den Senior US Open im Herrendoppel mit Wynn Rogers und agierte als nichtspielender Kapitän im Thomas Cup 1961.

## Sportliche Erfolge
| Saison | Veranstaltung  | Disziplin    | Platz | Name                                                                          |
| ------ | -------------- | ------------ | ----- | ----------------------------------------------------------------------------- |
| 1952   | Thomas Cup     | Herrenteam   | 2     | USA (Dick Mitchell, Wynn Rogers, Bobby Williams, Martin Mendez, Carl Loveday) |
| 1955   | Thomas Cup     | Herrenteam   | 4     | USA                                                                           |
| 1961   | Senior US Open | Herrendoppel | 1     | Dick Mitchell / Wynn Rogers                                                   |